# Schwabbach
Schwabbach ist ein Ortsteil von Bretzfeld im Hohenlohekreis im nördlichen Baden-Württemberg.

## Geografie

### Geografische Lage
Schwabbach liegt am westlichen Rand der Hohenloher Ebene. Es liegt auch unmittelbar neben der Anschlussstelle 39 Bretzfeld der Bundesautobahn 6.

### Gewässer
Der durch Schwabbach fließende Bach wird in der Ortslage Moosbach und nach dem Ort Schwabbach genannt. Er mündet in Bretzfeld in die Brettach.
Der Moosbach entsteht aus dem Brühlbächle und dem Siebeneicher Bächle.

## Geschichte

### Mittelalter
Schwabbach wurde 1037 als Suabbach erstmals urkundlich genannt. Der Ort unterstand den Herren von Weinsberg, die ihn 1423 mit weiteren Teilen ihrer Herrschaft an die Kurpfalz verpfändeten und ihn 1446 schließlich an diese verkauften. 1449 wurde Schwabbach im Städtekrieg von den Heilbronnern geplündert. Aufgrund der Folgen des bayerisch-pfälzischen Erbfolgekrieges kam der Ort 1504 an Württemberg. Der Grundbesitz am Ort war stark zersplittert. Außer der jeweiligen Herrschaft, deren Grundbesitzanteil stets nur gering war, hatten am Ort auch das Stift Öhringen, das Kloster Lichtenstern, das Haus Hohenlohe, die Ganerben von Maienfels, die Herrschaft Eschenau, das Kloster Schöntal und andere Besitz. Im Bauernkrieg beteiligten sich Schwabbacher Bauern 1525 unter Führung ihres Schultheißen Dionysius Schmid am erfolgreichen Sturm auf Weinsberg. Der Ort war stark landwirtschaftlich geprägt, auch Weinbau ist seit 1528 belegt und noch heute wichtiger Wirtschaftsfaktor des Ortes.

### Neuzeit
Schwabbach war innerhalb des württembergischen Amtes Weinsberg eine Stabsschultheißerei, der bis 1837 auch der Nachbarort Siebeneich unterstand.
Nach der Auflösung des Oberamts Weinsberg 1926 kam Schwabbach zum Oberamt Öhringen (ab 1938: Landkreis Öhringen).
Die Kreisreform 1973 ordnete den Ort dem neuen Hohenlohekreis zu. Am 1. Januar 1975 erfolgte der Zusammenschluss von Adolzfurt, Bitzfeld, Bretzfeld, Dimbach, Geddelsbach, Scheppach, Schwabbach, Siebeneich, Unterheimbach und Waldbach zur neuen Gemeinde Bretzfeld.

## Religion
Kirchlich war Schwabbach bis 1481 eine Filiale von Sülzbach. Im zugehörigen Ort Siebeneich bildete sich eine Kaplanei, die zunächst zu Waldbach gehörte. 1481 wurde sie der neu errichteten Pfarrei Schwabbach zugeteilt. Die heutige evangelische Kirchengemeinde Schwabbach umfasst die Ortsteile Schwabbach und Siebeneich der Gemeinde Bretzfeld und gehört zum Kirchenbezirk Weinsberg-Neuenstadt der Evangelischen Landeskirche in Württemberg.
Die insbesondere erst seit mit dem Zuzug von Vertriebenen aus traditionell katholischen Ländern nach 1945 entstandene katholische Gemeinde ist nach Wimmental eingepfarrt.

## Wappen
Die Blasonierung des ehemaligen Gemeindewappens lautet: Unter goldenem Schildhaupt, darin eine liegende schwarze Hirschstange, in Schwarz ein goldener Stern.

## Sehenswürdigkeiten
- Die Sebastianskirche geht auf eine bereits im 14. Jahrhundert bestehende Kapelle zurück, die ursprünglich zur Pfarrei in Waldbach zählte. 1481 wurde in Schwabbach eine eigene Pfarrei errichtet, zu der noch der Filialort Siebeneich zählte. Die Sebastianskapelle wurde mehrfach umgebaut und renoviert. Der Sockel des Turms ist der älteste Teil des Gebäudes. Ihre heutige Gestalt erhielt die Kirche im Wesentlichen durch die Erweiterung des Schiffs nach Süden im Jahre 1655, den Umbau 1804 und die Turm-Aufstockung 1850. Das Innere wurde 1891 vom bekannten Architekten Heinrich Dolmetsch renoviert,[5] dabei wurde insbesondere das Kirchenschiff von dem Stuttgarter Kirchenmaler Theodor Bauerle neugotisch ausgemalt und am Chorbogen mit einem Christusmedaillon versehen, einer galvanoplastischen Skulptur der Firma WMF (Geislingen/Steige).[6][7] Die neugotische Raumfassung wurde bei der gründlichen Innen- und Außenrenovierung 1955 entfernt, zuletzt wurde die Kirche 2010/11 innen und außen behutsam renoviert.

- Zu den weiteren historischen Bauwerken in Schwabbach zählen die Alte Kelter, der historische Gasthof Rößle, der um 1655 erbaute ehemalige Gasthof Ochsen[8] der heute teilweise als Kuhstall genutzt wird, mehrere alte Gehöfte sowie Gebäude mit historischen Inschriften. Das Alte Rathaus des Ortes wurde 1719 als Bauernhaus erbaut und war zeitweilig auch Schulhaus. Heute wird dieses als Wohnhaus genutzt.

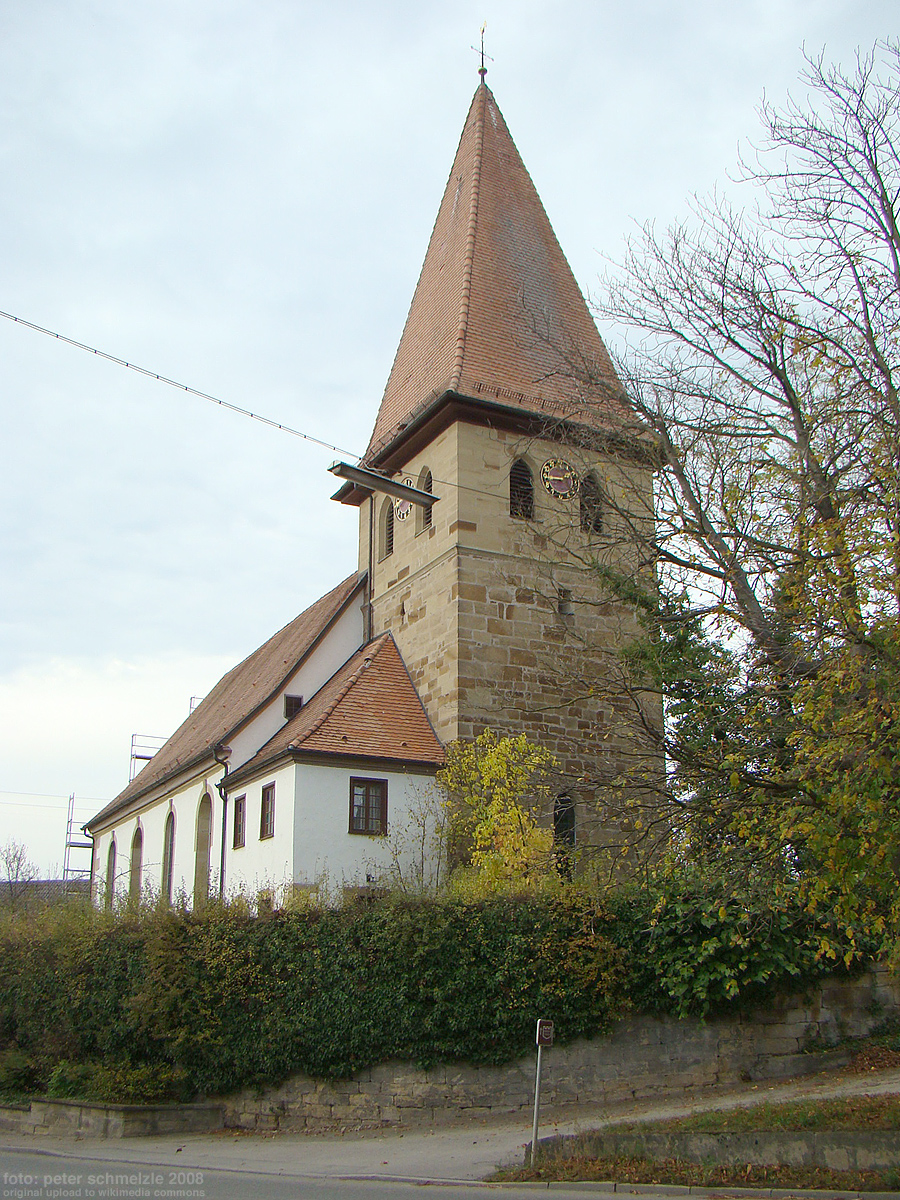
Kirche
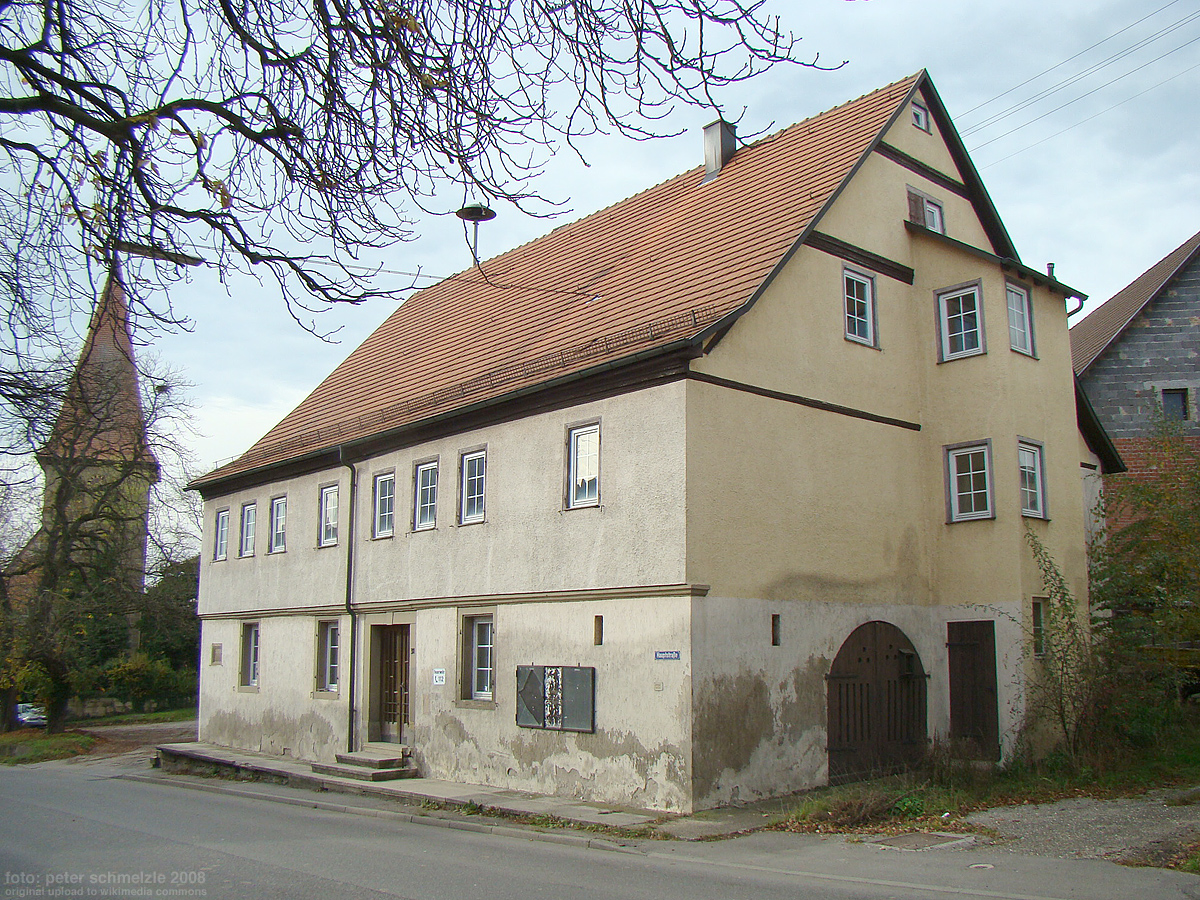
Altes Rathaus
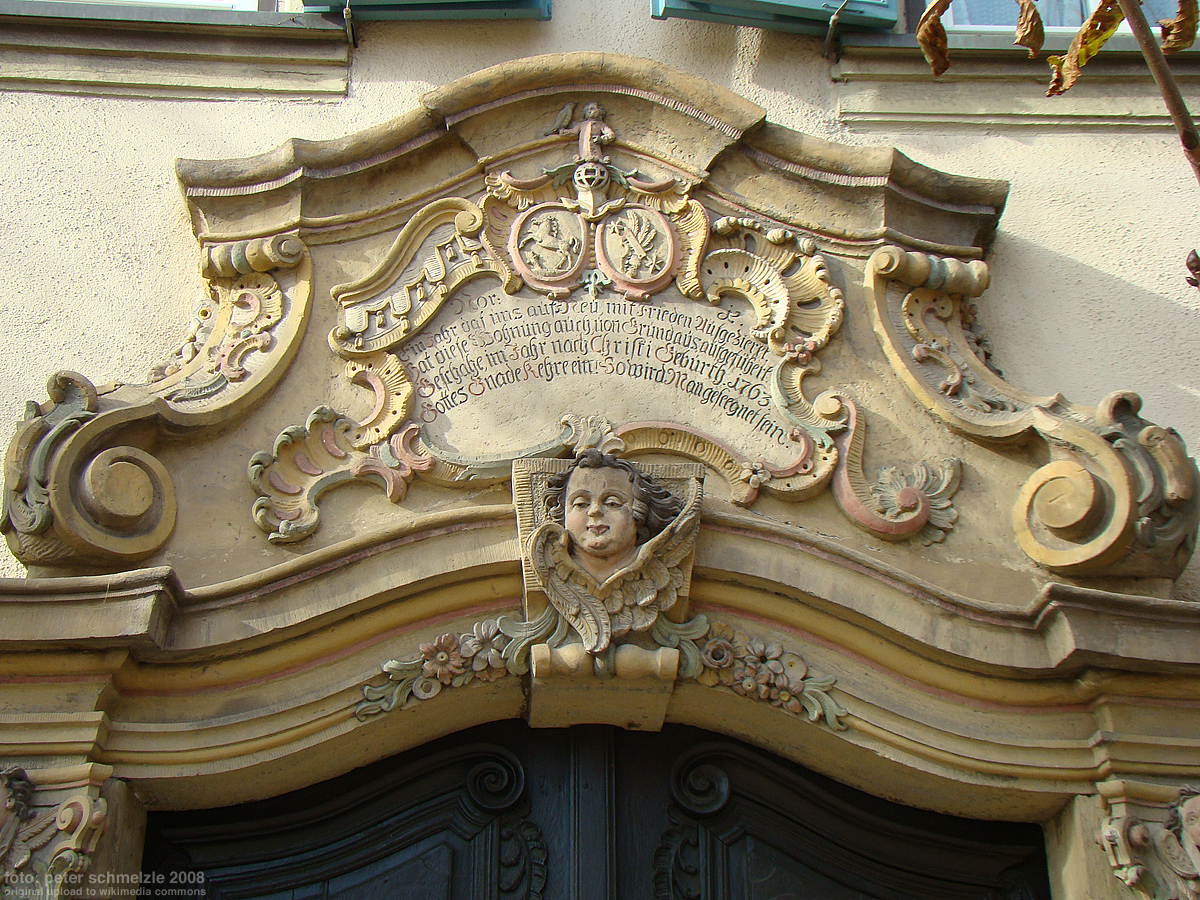
Portal Gasthof Rößle

## Wirtschaft und Verkehr

### Wirtschaft
Schwabbach liegt unmittelbar an der Ausfahrt Bretzfeld der Autobahn A6. Deshalb wurde hier in den letzten Jahrzehnten ein großes Gewerbegebiet entwickelt, das inzwischen viele Arbeitsplätze bietet und noch weiter ausgebaut wird. Überregional bekannt ist die Firma Markisenbau Müller, sowie der Landmaschinenhandel New Holland.
Das oben abgebildete Gasthaus Rößle wird inzwischen unter dem Namen "Dorfstube" betrieben.

### Verkehr
Durch Schwabbach verläuft die Landesstraße L 1036 von Weinsberg nach Kupferzell. Dies ist auch ein Teilstück der touristischen  Burgenstraße, die von Mannheim über Heilbronn und Nürnberg bis nach Prag verläuft.
Zwei ziemlich häufig verkehrende Buslinien stellen eine Verbindung zu den Haltepunkten Eschenau, Bretzfeld und Bitzfeld der S-Bahn-Linie S4 Heilbronn – Öhringen her. Diese Verkehrsmittel verkehren zu einheitlichen Tarifen des Heilbronn-Hohenlohe-Hall-Nahverkehr-Verbundes = HNV.